# 萨拉·菲尔德
萨拉·菲尔德（英語：Sara Field，1969年4月28日—），美国女子赛艇运动员。她曾代表美国参加世界赛艇锦标赛，获得一枚金牌和一枚铜牌，均来自女子四人单桨无舵手项目。